# Ana Flávia Magalhães Pinto
Ana Flávia Magalhães Pinto (Planaltina, 1979) é uma historiadora e professora universitária na Universidade de Brasília (UnB). Ela é a primeira docente negra do Departamento de História da UnB. Foi diretora-geral do Arquivo Nacional.

## Biografia

### Primeiros anos e formação acadêmica
Ana Flávia Magalhães Pinto frequentou uma escola pública em Planaltina. Formou-se em Jornalismo pelo Centro de Ensino Unificado de Brasília (CEUB) e em História pela Universidade Paulista (UNIP). Tem mestrado em História pela Universidade de Brasília (UnB), doutorado e pós-doutorado em História pela Universidade Estadual de Campinas (Unicamp).

### Atuação
Em 2018, lançou o livro Escritos de liberdade pela Editora da Unicamp, resultado de sua tese que ganhou menção honrosa no Prêmio Capes de Tese de 2015. O livro aborda a trajetória de sete homens negros — Ferreira de Menezes, Luís Gama, Machado de Assis, José do Patrocínio, Ignácio de Araújo Lima, Arthur Carlos e Theophilo Dias de Castro — e busca evidenciar como foi formada uma rede de intelectuais negros engajada na "luta pela liberdade" e "cidadania de pessoas negras no Brasil oitocentista."
No ano de 2023, seu nome foi anunciado por Esther Dweck, ministra da Gestão e Inovação, para ser Diretora Geral do Arquivo Nacional (AN), no Rio de Janeiro. Pela primeira vez, o órgão foi gerido por uma mulher negra. Ficou no cargo até 2025.

## Principais obras
- Imprensa negra no Brasil do século XIX. São Paulo: Selo Negro, 2010.
- (Org. com Sidney Chalhoub) Pensadores negros - pensadoras negras, Brasil, séculos XIX e XX. Rio de Janeiro; Belo Horizonte: MC&G Editorial; Fino Traço Editora, 2016.
- Escritos de liberdade: literatos negros, racismo e cidadania no Brasil Oitocentista. Campinas, SP: Editora da Unicamp, 2018.